# Abraham Paz
Abraham Paz Cruz (El Puerto de Santa María, Cádiz, 29 de junio de 1979) es un ex-futbolista y entrenador de fútbol español. Actualmente dirige al St. Joseph's Football Club de la Primera División de Gibraltar.

## Trayectoria

### Como jugador
El 15 de junio de 2008, en el último partido de la temporada en el cual el Cádiz CF se jugaba la permanencia, falló un penalti que hubiera supuesto la victoria y la permanencia en el minuto 95 con el marcador 1-1, enviando el balón al poste, con lo que el equipo consumó su descenso a Segunda B. Fue una forma cruel de terminar su etapa en el Cádiz (fichó por el Hércules CF al año siguiente), y una mala pasada del destino: Paz firmó con anterioridad los dos últimos ascensos del Cádiz CF desde los once metros: a Segunda contra el Universidad Las Palmas, y a Primera contra el Xerez CD.
En la temporada 2008-2009 consiguió marcar con el Hércules ante el Valladolid en Copa del Rey el gol número 4000 en todos los partidos oficiales disputados por el equipo alicantino. Otro registro que consiguió Abraham con el Hércules CF fue el marcar su gol 50 como futbolista.
En esta temporada 2011/2012 ficha por el FC Cartagena, equipo de Segunda división Española por 2 temporadas, con opción a una tercera.
Paz llega al conjunto cartagenero para ser uno de los ejes sobre los que gire el proyecto para ascender a Primera División. Un mal inicio de campaña hace que el objetivo pase a ser la permanencia. Abraham Paz se muestra como uno de los pocos jugadores que ofrecen rendimiento en una plantilla que a falta de dos jornadas consuma el descenso de la plantilla más cara del fútbol cartagenero hasta la fecha.
En la temporada 2012/13, ficha por el CE Sabadell por dos temporadas. Durante su estancia en el Sabadell, estuvo envuelto en un escándalo de amaño de partidos acaecidos durante su etapa en el Hércules. Al finalizar su contrato, se marchó a Israel donde fichó por el Bnei Sakhnin F.C. donde estuvo hasta febrero de 2015, momento en el cual fichó por el Maccabi Haifa.
Tras cinco temporadas consecutivas en Israel en las filas del Bnei Sakhnin F.C. y del Maccabi Haifa, en la temporada 2018-19 firma por el St. Joseph's Football Club de la Primera División de Gibraltar, donde colgaría las botas al término de la temporada.

### Como entrenador
En julio de 2020, se convierte en segundo entrenador del Atlético Sanluqueño de la Segunda División B de España. En el conjunto de Sanlúcar de Barrameda trabajaría durante dos temporadas, formando parte de los cuerpos técnicos de Romerito, Pedro Buenaventura Ugía, Manolo Sanlúcar y Antonio Iriondo.
El 8 de junio de 2022, firma como entrenador del St. Joseph's Football Club de la Primera División de Gibraltar.

## Clubes

### Como jugador
| Club                       | País      | Año       | Partidos | Goles |
| -------------------------- | --------- | --------- | -------- | ----- |
| Cádiz CF B                 | España    | 1999      | ¿?       | ¿?    |
| Racing Portuense           | España    | 1999-2000 | ¿?       | ¿?    |
| Cádiz CF                   | España    | 2000-2008 | 227      | 35    |
| Hércules CF                | España    | 2008-2011 | 96       | 10    |
| FC Cartagena               | España    | 2011-2012 | 34       | 3     |
| CE Sabadell FC             | España    | 2012-2013 | 31       | 3     |
| Bnei Sakhnin F.C.          | Israel    | 2013-2015 | 55       | 2     |
| Maccabi Haifa              | Israel    | 2015-2018 | 132      | 7     |
| St. Joseph's Football Club | Gibraltar | 2018-2019 |          |       |

### Como entrenador
| Club                       | País      | Año             |
| -------------------------- | --------- | --------------- |
| St. Joseph's Football Club | Gibraltar | 2022-Actualidad |